# Mitchel Musso
Mitchel Tate Musso (Garland, Texas; 9 de julio de 1991) más conocido como Mitchel Musso, es un actor, cantante y compositor estadounidense más conocido por interpretar el papel de DJ Walters en la película animada Monster House, Oliver Oken en la serie original de Disney Channel nominada al Emmy, Hannah Montana y por protagonizar la serie original de Disney XD, Par de Reyes. Mitchel aportó su voz al personaje de Jeremy Johnson en la serie animada de Phineas & Ferb.
En el 2008 firmó con Walt Disney Records grabando varias canciones para  soundtracks y para junio de 2009 lanzó su auto-titulado álbum Mitchel Musso debutando en el número 19 del Billboard 200. Mitchel lanzó su primer EP, Brainstorm el 22 de noviembre de 2010.

## Biografía
Mitchel nació en Garland, Texas, hijo de Katherine Musso y Sam Musso, ambos involucrados en el teatro comunitario de Dallas, Texas. Tiene dos hermanos, Mason Musso, quien era el vocalista principal de la banda Metro Station y Marc Musso, también actor.Mitchel es de ascendencia italiana.

## Carrera

### Actor
En el 2003, Mitchel hizo su debut cinematográfico en Secondhand Lions, junto a su hermano Marc. Antes de que Musso hiciera el casting en Secondhand Lions él había estado en varias películas como ¿Am I Cursed? como Richie y en The Keyman como un scout ambas en el 2002. Musso también apareció en tres episodios de King of the Hill como la voz de la amiga de Bobby Hill Curt en los episodios "The Powder Puff Boys" y "Bobby Rae", así como el chico surfista en "Four Wave Intersection" en el 2007. También apareció en la película de televisión Walker, Texas Ranger: Trial by Fire junto con Chuck Norris y Selena Gomez.

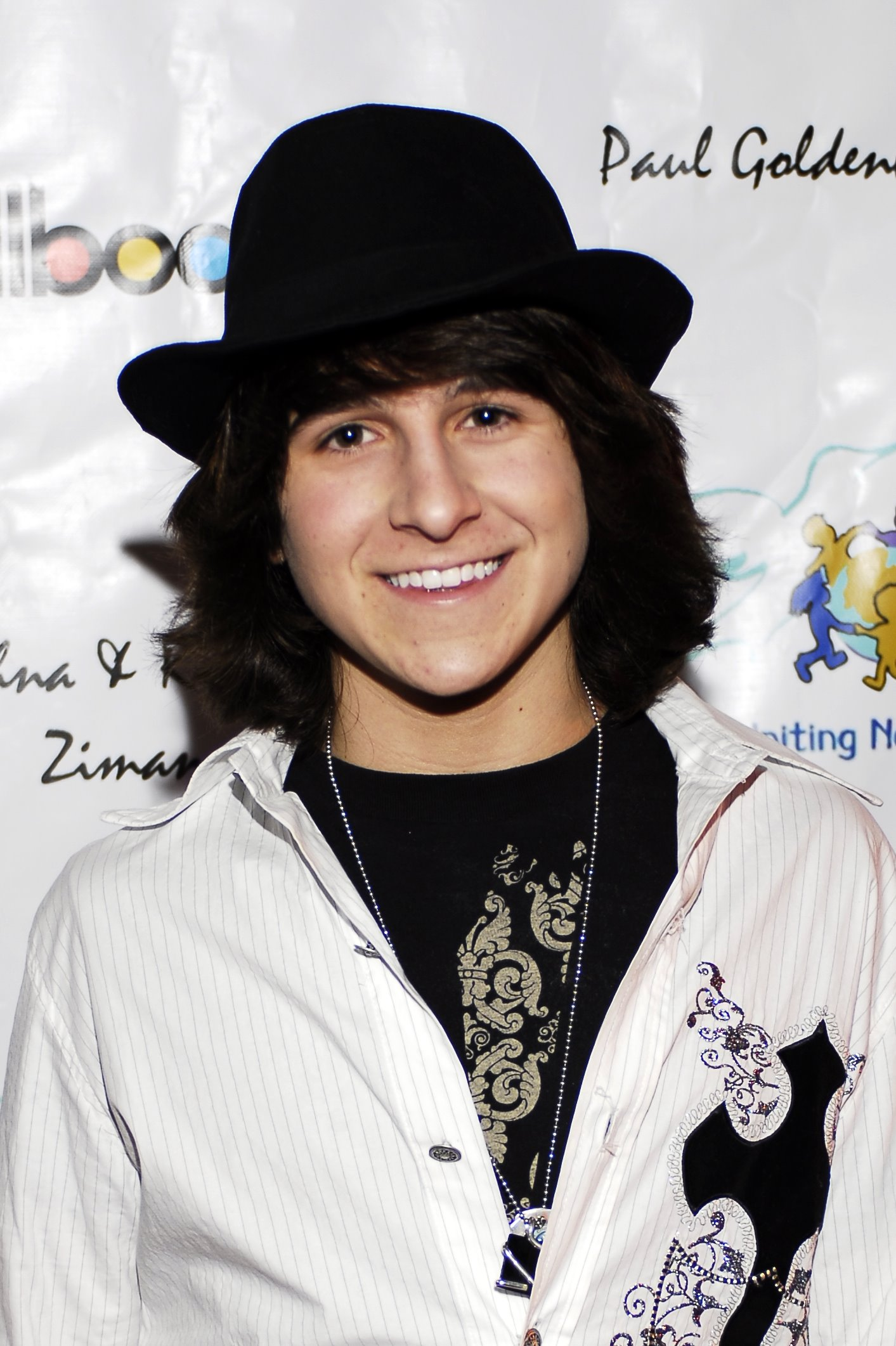
Musso en los premios Academy Awards en 2007.

Además de su papel de Oliver Oken en Hannah Montana de Disney Channel, desde 2007 Musso presta su voz al personaje de Jeremy Johnson en la serie Phineas y Ferb, un muchacho del que la hermana de Phineas, Candace (Ashley Tisdale), se siente atraída. 
Otros créditos incluyen el papel de Raymond Figg en la película original de Disney Channel, Life Is Ruff, la voz de Aang en la versión sin transmitir del episodio piloto de Avatar: The Last Airbender, la voz de DJ en la película, Monster House, y Hannah Montana: La película, que fue lanzada el 10 de abril de 2009. 
Musso participó en los primeros Disney Channel Games en el 2006 con el equipo verde, y apareció en el equipo rojo en el 2007 y 2008. 
Protagonizó junto a Jason Dolley y Tiffany Thornton, otra película de Disney Channel llamada Hatching Pete.
A finales de 2009, Musso fue elegido junto con el actor de The Suite Life on Deck, Doc Shaw para protagonizar una nueva serie de Disney XD titulada Par de Reyes. La serie comenzó la producción en marzo de 2010, tras la producción de la última temporada de Hannah Montana la cual Mitchel no protagonizó sino que apareció como recurrente. La serie fue estrenada en septiembre de 2010 en Estados Unidos. 
El 15 de julio de 2011 se estrenó la serie de realidad de Disney Channel, PrankStars en la cual Musso es el anfitrión.
El 12 de diciembre de 2011, Disney XD renovó la serie Pair of kings para una tercera temporada pero Musso no regresó y, en cambio, fue sustituido por un nuevo personaje interpretado por Adam Hicks.
También consiguió un nuevo papel en 2013 en la película Sins Of Our Youth.

### Cantante

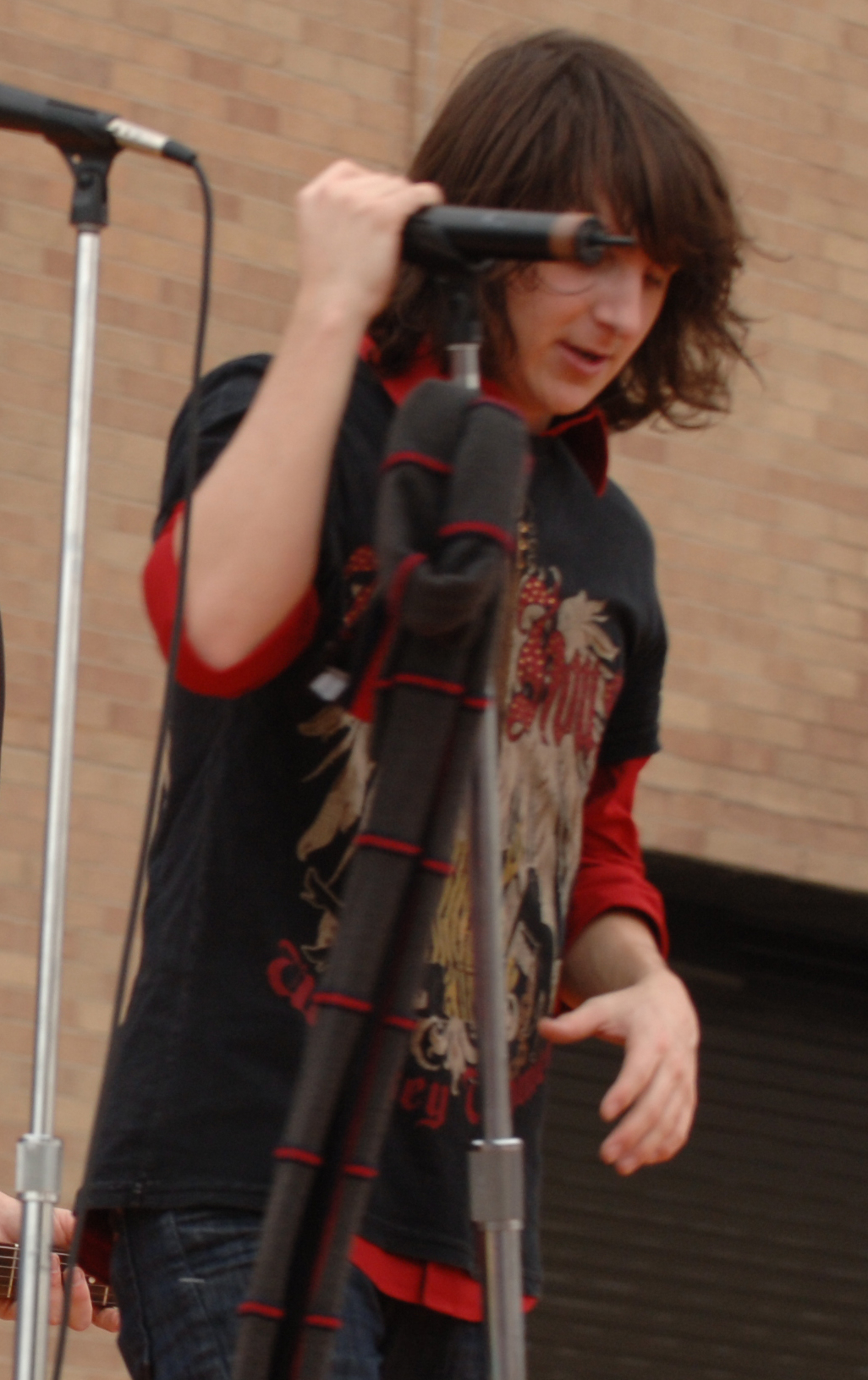
Mitchel Musso en un concierto en el H-E-B Holiday Prade 2008

Musso cantó una nueva versión remezclada de la canción "Lean on Me" para la película de Disney, Snow Buddies, el video musical se incluye en el DVD y la canción se incluye en el CD Radio Disney Jams 12. Musso también cantó la canción "If I Didn't Have You" - junto a su compañera coestrella de Hannah Montana Emily Osment para el álbum  Disney Manía 6 y cantó "Stand Out" para el álbum Disney Manía 7 en el 2010. Para el 2009 grabó "Let It Go" para la película de Disney Channel, Hatching Pete junto con la coestrella de Sunny, entre estrellas, Tiffany Thornton, filmaron un video musical para esa canción. Musso también grabó una canción llamada "The Girl Can't Help It" para otra película de Disney Channel, Princess Protection Program. "Let it Go" y "The Girl Can't Help It" se incluyeron en el álbum recopilatorio de Disney, Disney Channel Playlist, que fue lanzado el 23 de junio de 2008.
Musso lanzó su álbum debut homónimo, Mitchel Musso el 2 de junio de 2009. Su primer sencillo, "The In Crowd", se estrenó una versión de una canción de John Hampson, en Radio Disney el 5 de diciembre del 2008. La canción también aparece en Radio Disney Jams, vol. 11 Su segundo sencillo, "Hey", fue lanzado el 15 de mayo de 2009 en Radio Disney junto a un video musical que se estrenó en Disney Channel, el sencillo alcanzó el puesto 70 en el Billboard Hot 100. El último sencillo "Shout It" fue lanzado el 29 de septiembre de ese año, el video musical incluye escenas de su tour.
Aparece en el video de la serie Zeke & Luther "In the Summer Time" de Disney XD junto a otras estrellas del canal.
En julio y agosto de 2009, Musso fue acto de apertura de la banda Metro Station. También lanzó un tour en agosto, con la banda KSM. El tour llegó a la conclusión el 24 de septiembre en Nueva Orleans, Luisiana. El sábado, 4 de septiembre de 2010 a las 2:00 p. m. se puso en un concierto gratuito en la "Gran Feria Estatal de Nueva York" en Chevy Tribunal. Una semana más tarde, puso otro concierto en vivo en una feria en Utah.
Mitchel confirmó a través de un vídeo de YouTube que está trabajando en un nuevo material, meses más tarde, confirmó que será un EP, lanzado exclusivamente a través de Wal-Mart y que llevará por título Brainstorm desprendiendo su primer sencillo, "Get Away". fue lanzado el 22 de noviembre de 2010 en los EE. UU.
Musso también ha lanzado dos sencillos a través de YouTube ("Rollin" y "Crystal Ball"), ambos con Kylee.
El 23 de septiembre de 2022, después de trece años, Mitchel volvió a la industria de la música, lanzó su nuevo sencillo titulado "DRANK», para su próximo mixtape, Ghost.El mixtape se lanzó el 28 de octubre de 2022.

## Vida personal

### Problemas legales
El 17 de octubre de 2011 a las 3:43 a. m., Musso fue detenido en Burbank, California, no redujo la velocidad para los policías de tránsito y acusado de sospecha de DUI. La policía se acercó a él y luego olió alcohol y procedió a hacerle una prueba de sobriedad y un alcoholímetro. Musso, de 20 años, estaba por debajo de la edad legal para beber y superó el límite legal de .08 de control de alcoholemia. Su fianza se fijó en $ 5,000, pero fue puesto en libertad debido a que no tiene órdenes de arresto pendientes.Musso le dijo a E! Online, que, "Al convertirme en un adulto, he aprendido de primera mano que dar un paso adelante y asumir la responsabilidad es la mejor manera de avanzar. Estoy especialmente agradecido con mi familia y mis fans por su apoyo y aliento inquebrantables. Me alegro para poner esto en el pasado".Este incidente es lo que provocó que su personaje fuera eliminado de Par de Reyes y que se cancelara el programa PrankStars.
Según se informa de TMZ, el 26 de agosto de 2023, Musso habría solicitado una bolsa de patatas fritas que había tomada en un mercado de alimentos de un hotel en Rockwall, Texas. Después de que la policía llegara fuera del hotel, Musso estaba visiblemente intoxicado. Se descubrió que Musso supuestamente tenía varias órdenes pendientes, y posteriormente fue puesto bajo custodia policial en Rockwall, Texas. Musso se enfrentó a cargos de "intoxicación pública", robo (por menos de 100 dólares), registró vencido, no mostrar una licencia de conducir y violar la promesa de  comparecer".Fue liberado con una fianza de 1.000 dólares. 
El 17 de noviembre de 2023, los cargos fueron desentimados.

## Filmografía

### Cine
| Año  | Título                                                  | Personaje            | Notas                         |
| ---- | ------------------------------------------------------- | -------------------- | ----------------------------- |
| 2002 | Am I Cursed?                                            | Richie               |                               |
| 2002 | The Keyman                                              | Cub Scout            | Película De Televisión        |
| 2003 | Secondhand Lions                                        | Chico                |                               |
| 2005 | Life Is Ruff                                            | Raymond Figg         | Disney Channel Original Movie |
| 2005 | Walker, Texas Ranger: Trial by Fire                     | Josh Whitley         | Película De Televisión        |
| 2006 | Monster House                                           | DJ (Voz)             | Columbia Pictures             |
| 2009 | Hatching Pete                                           | Cleatus Poole        | Disney Channel Original Movie |
| 2009 | Hannah Montana: La película                             | Oliver Oken          | Walt Disney Pictures          |
| 2010 | The Search for Santa Paws                               | Santa Paws (voz)     |                               |
| 2011 | Phineas y Ferb: A través de la segunda dimensión        | Jeremy Johnson (Voz) | Disney Channel Original Movie |
| 2013 | She Will Be Free                                        | Eric                 | Cortometraje                  |
| 2014 | Sins of Our Youth                                       | Scott                | Protagonista                  |
| 2015 | The Sand                                                | Mitch                |                               |
| 2016 | Characterz                                              | Tucker               |                               |
| 2018 | Bachelor Lion                                           | Zane Daniels         |                               |
| 2020 | Phineas y Ferb, la película: Candace contra el universo | Jeremy Johnson (voz) |                               |

### Televisión
| Año       | Título                            | Personaje                      | Notas                                                                        |
| --------- | --------------------------------- | ------------------------------ | ---------------------------------------------------------------------------- |
| 2004      | Oliver Been                       | Nad                            | Invitado                                                                     |
| 2005      | Avatar: The Last Airbender        | Aang (voz)                     | Episodio piloto no emitido                                                   |
| 2005      | Stacked                           | Owen Dewitt                    | Serie de TV                                                                  |
| 2006-2011 | Hannah Montana                    | Oliver Oken /Mike Standley III | Principal (Temporadas 1–3, 74 episodios) Invitado (Temporada 4, 2 episodios) |
| 2006-2008 | Disney Channel Games              | Él mismo                       | Especial de Disney Channel                                                   |
| 2007      | Shorty McShorts Shorts            | Kevin                          | 1 episodio                                                                   |
| 2007-2015 | Phineas y Ferb                    | Jeremy Johnson (Voz)           | 91 episodios                                                                 |
| 2007      | 6Teen                             | Diego García                   | Varios episodios                                                             |
| 2007      | King of the Hill                  | Amigo de Boby Hill Curt (Voz)  | 3 episodios                                                                  |
| 2009      | Yin Yang Yo!                      | Él mismo (Voz)                 | 1 episodio                                                                   |
| 2010-2012 | Par de Reyes                      | Brady Parker                   | Principal (Temporada 1-2, 46 episodios)                                      |
| 2011      | Disney's Friends for Change Games | Él mismo                       | Capitán del Equipo Rojo                                                      |
| 2011      | So Random!                        | Él mismo                       | Invitado especial                                                            |
| 2011      | PrankStars                        | Él mismo                       | Presentador, serie de TV Disney Channel                                      |

### Videojuego
| Año  | Título        | Personaje | Notas |
| ---- | ------------- | --------- | ----- |
| 2006 | Monster House | DJ (voz)  |       |

## Discografía
| Álbumes de estudio - Mitchel Musso (2009) - Ghost (2022) EP - Brainstorm (2010) | Sencillos - "If I Didn't Have You" (Con Emily Osment) - "The In Crowd" - "Hey" - "Shout It" - "Get Away" - "Celebrate" - "Rollin" - "Crystal Ball" | Otros sencillos/Canciones relevantes/Colaboraciones - "Lean On Me" - "The Three Rs" - "Do Nothing Day" (Con Ashley Tisdale) - "Let It Go" (Con Tiffany Thornton) - "The Girl Can't Help It" - "Let's Make This Last Forever" - "Us Against The World" (Con Katelyn Tarver - "Here We Go" (de Alyson Stoner) |

## Premios y nominaciones
| Año  | Premio                                             | Categoría                                                        | Trabajo nominado                             | Resultado |
| ---- | -------------------------------------------------- | ---------------------------------------------------------------- | -------------------------------------------- | --------- |
| 2004 | Young Artist Awards                                | Mejor actuación en una película - Actor joven de 10 años o menos | Secondhand Lions (compartido con Marc Musso) | Nominados |
| 2007 | Academy of Science Fiction, Fantasy & Horror Films | Mejor actuación por un actor joven                               | Monster House                                | Nominado  |
| 2008 | Young Artist Awards                                | Mejor elenco joven en una serie de TV                            | Hannah Montana (compartido con el elenco)    | Nominados |